# Vertigo antivertigo
De dikke korfslak (Vertigo antivertigo) is een op het land levende kleine longslak uit de familie van de Vertiginidae.

## Naam
De soortnaam werd in 1801 gepubliceerd door Jacques Draparnaud als Pupa antivertigo. Door andere inzichten in de taxonomie is de soort later in het geslacht Vertigo geplaatst. Als gevolg van deze naamswijziging worden auteursnaam en datum nu tussen haakjes gezet.

## Beschrijving

### De schelp
De eivormige schelp is rechtsgewonden, heeft een stompe top en 4,75-5 weinig bolle regelmatig in grootte toenemende windingen die door een ondiepe sutuur van elkaar gescheiden zijn. 
 De mondopening is afgerond driehoekig. De mondrand is discontinu, zwak verdikt en weinig naar buiten omgeslagen. Aan de parietale zijde worden de uiteinden van de mondrand door een zwak ontwikkeld callus met elkaar verbonden. De palatale zijde is sterk ingedeukt. Achter de mondrand is een sterk ontwikkelde nekvore met daarachter een eveneens sterk ontwikkelde nekrichel aanwezig. In de mondopening bevinden zich 6-11 tanden: 2 columellaire tanden, 1-4 pariëtale tand en 2-5 palatale tanden. Een basale tand ontbreekt. Er is een nauw spleetvormige navel. De schelp is half doorzichtig, bijna glad en sterk glanzend en heeft een sculptuur die bestaat uit zeer fijne radiale striae. De schelp van het levende dier is kastanjebruin tot roodbruin gekleurd. Soms loopt er langs de sutuur een roodachtige zoom. Lege en fossiele schelpen zijn ondoorzichtig, matglanzend en lichtbruin tot kastanjebruin gekleurd.

### Afmetingen van de schelp
- breedte: tot 1,4 mm.
- hoogte: tot 2,2 mm.

### Habitat
Vertigo antivertigo leeft bij voorkeur in vochtig tot zeer vochtig moerassig terrein. In drassig grasland, bosjes, overbegroeiing, etc. Vaak op dode bladeren. Enige schaduw heeft wel de voorkeur maar is niet noodzakelijk.

### Huidige verspreiding
Deze soort heeft een Europese verspreiding en is tamelijk algemeen. In Nederland en België is de soort op vele plaatsen aanwezig.

### Fossiel voorkomen
Vertigo antivertigo is bekend uit interglacialen uit het hele Pleistoceen en het Holoceen.

## Meer afbeeldingen

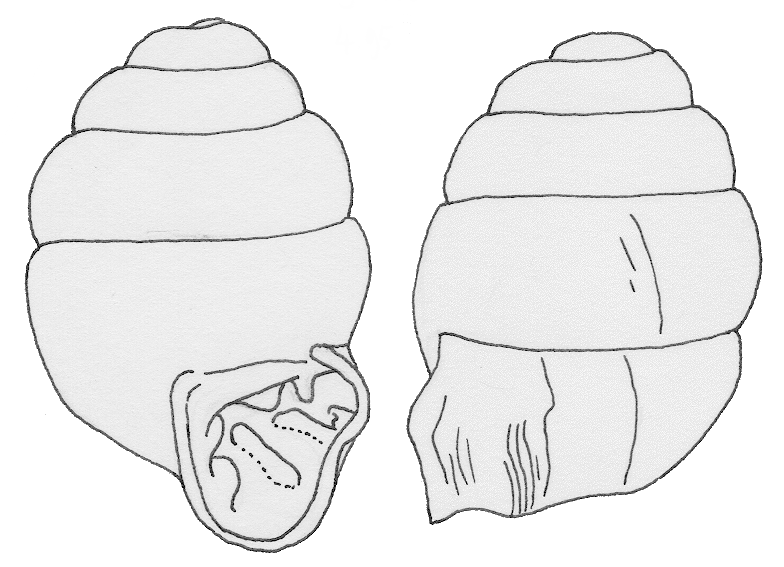
Vertigo antivertigo Holoceen - Ontsluiting Eben-Emael, Jekerdal, België
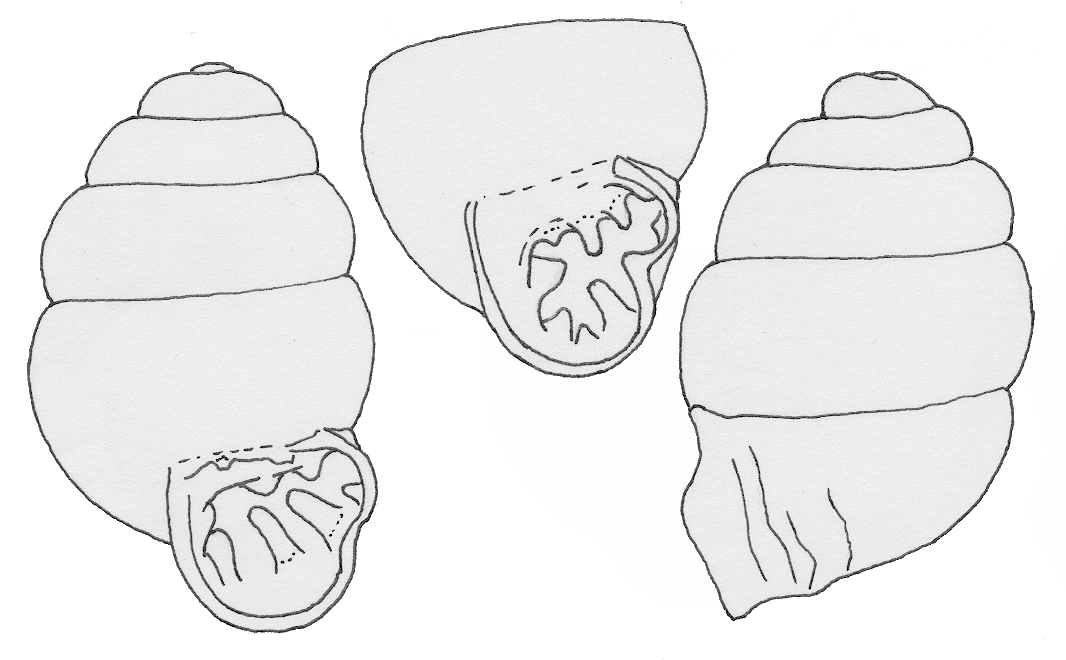
Vertigo antivertigo Holoceen - Ontsluiting in de Kennemerduinen, Bouwput Hoogovens, Velsen.
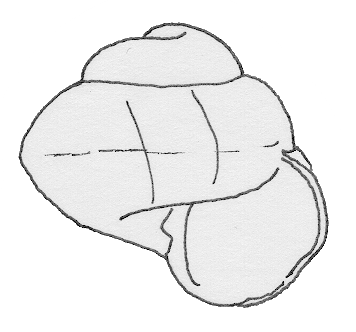
Jonge schelp van Vertigo antivertigo Holoceen - Ontsluiting Eben-Emael, Jekerdal, België